# Lewków (gromada)
Lewków – dawna gromada, czyli najmniejsza jednostka podziału terytorialnego Polskiej Rzeczypospolitej Ludowej w latach 1954–1972.
Gromady, z gromadzkimi radami narodowymi (GRN) jako organami władzy najniższego stopnia na wsi, funkcjonowały od reformy reorganizującej administrację wiejską przeprowadzonej jesienią 1954 do momentu ich zniesienia z dniem 1 stycznia 1973, tym samym wypierając organizację gminną w latach 1954–1972.
Gromadę Lewków z siedzibą GRN w Lewkowie utworzono – jako jedną z 8759 gromad na obszarze Polski – w powiecie ostrowskim w woj. poznańskim, na mocy uchwały nr 32/54 WRN w Poznaniu z dnia 5 października 1954. W skład jednostki weszły obszary dotychczasowych gromad Czekanów, Franklinów, Karski, Kołątajew, Lewków, Lewkowiec i Słaborowice ze zniesionej gminy Czekanów w tymże powiecie. Dla gromady ustalono 21 członków gromadzkiej rady narodowej.
1 stycznia 1960 do gromady Lewków włączono obszar zniesionej gromady Ociąż w tymże powiecie.
1 stycznia 1962 do gromady Lewków włączono obszar zniesionej gromady Biskupice Ołoboczne (bez miejscowości Bilczew i Kowalew) w tymże powiecie.
Gromada przetrwała do końca 1972 roku, czyli do kolejnej reformy gminnej.